# ایفا کریستیان
ایفا کریستیان (آلمانی: Eva Christian؛ زادهٔ ۲۷ مهٔ ۱۹۳۷) بازیگر اهل آلمان است.
از فیلم‌ها یا مجموعه‌های تلویزیونی که وی در آن نقش داشته‌است، می‌توان به رستاخیز و زندگی وردی اشاره کرد.